# Takuo Okubo
Takuo Okubo (大久保 択生 Okubo Takuo?), född 18 september 1989 i Tokyo prefektur, är en japansk fotbollsspelare.
Okubo började sin karriär 2008 i Yokohama FC. Efter Yokohama FC spelade han för JEF United Chiba, V-Varen Nagasaki, FC Tokyo, Sagan Tosu och Shimizu S-Pulse.